# سگ کوهستانی پیرنه
سگ کوهستانی پیرنه (به انگلیسی: Pyrenean Mountain Dog) نژادی از سگ‌های نگهبان دام از فرانسه است که به عنوان Chien de Montagne des Pyrénées یا بیشتر پاتو شناخته می‌شود. در ایالات متحده به آن پیرنه بزرگ می‌گویند. این نژاد از سمت فرانسوی کوه‌های پیرنه که فرانسه و اسپانیا را از هم جدا می‌کند، می‌آید. این نژاد به عنوان یک نژاد جداگانه از ماستیف پیرنه که از سمت اسپانیایی کوه است، شناخته می‌شود.

## مشخصات

### ظاهر
سگ کوهستانی پیرنه یک نژاد بسیار بزرگ و سنگین از سگ‌های نگهبان است که طبق استاندارد نژاد Société Centrale Canine، سگ‌ها از ۷۰ تا ۸۲ سانتیمتر (۲۸ تا ۳۲ اینچ) و عوضی‌ها از ۶۵ تا ۷۷ سانتیمتر (۲۶ تا ۳۰ اینچ). بزرگسالان سالم معمولاً بین ۵۵ و ۷۵ کیلوگرم (۱۲۱ و ۱۶۵ پوند). سر این نژاد در مقایسه با بدن بیش از حد بزرگ نیست.
پوزه ای بلند، پهن و کمی نوک تیز با لب‌هایی که آویزان نیستند و گوش‌های مثلثی کوچکی دارد که صاف به سر آویزان است. این نژاد دارای گردن کوتاه و قوی، سینه‌ای پهن و نسبتاً عمیق و دمی بلند است که وقتی سگ در حال استراحت است آویزان می‌ایستد، اما وقتی سگ بیدار می‌شود در پشت سگ حلقه می‌شود.

### شخصیت
سگ کوهستان پیرنه به عنوان سگ مستقل و محافظ توصیف می‌شود، این نوع سگ معمولاً مستقل‌تر از سگ‌های دیگر است. به عنوان یک نگهبان دام، این نژاد غرایز محافظتی قوی دارد و هر زمان که نیاز باشد به ریشه‌های نگهبان خود بازمی‌گردد.
این نژاد بیشتر یک نژاد یک خانواده است تا یک نژاد اصلی، حس محافظت از همه اعضای یک خانواده دارد و به ویژه نسبت به کودکان همواره با محبت است. نسبت به غریبه‌ها محتاط است. این نژاد به عنوان باهوش و سریع یادگیرنده در نظر گرفته می‌شود، اما به دلیل استقلال آن، آموزش بسیار دشوار است.